# Aroa quadriplagata
Aroa quadriplagata är en fjärilsart som beskrevs av Arnold Pagenstecher 1903. Aroa quadriplagata ingår i släktet Aroa och familjen tofsspinnare. Inga underarter finns listade i Catalogue of Life.